# Wotgali
Wotgali is een bestuurslaag in het regentschap Cirebon van de provincie West-Java, Indonesië. Wotgali telt 5703 inwoners (volkstelling 2010).